# スレイマン・ティヒッチ

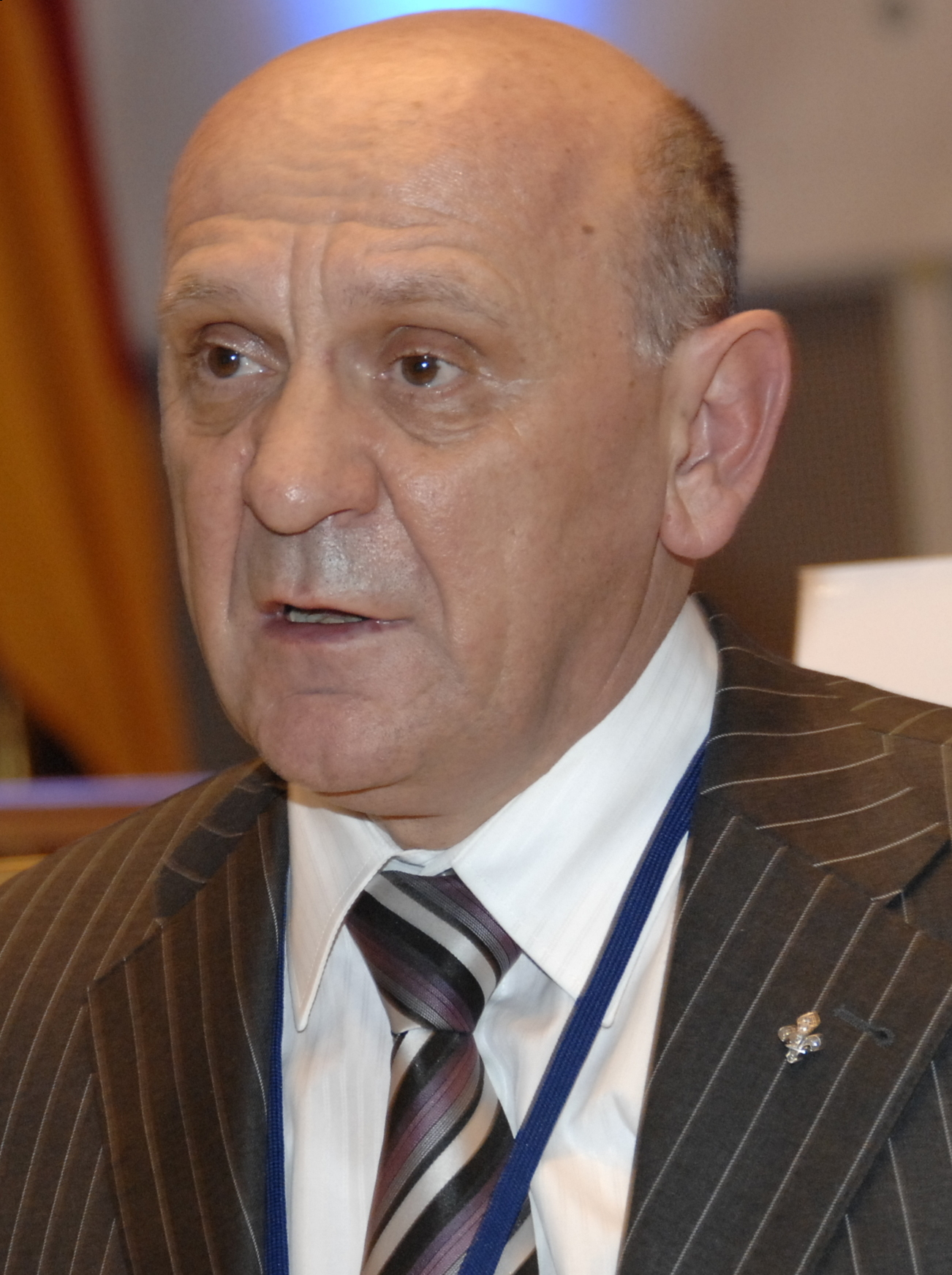
スレイマン・ティヒッチ

スレイマン・ティヒッチ(Sulejman Tihić, 1951年11月26日 - 2014年9月25日)は、ボスニア・ヘルツェゴビナの政治家。ボシュニャク人。ボスニア北部の村ボサンスキー・シャマツ出身。

## 略歴
サラエヴォ大学法学部を卒業。ユーゴスラビアが崩壊へと向かっていた1990年、ボシュニャク人民族主義者のアリヤ・イゼトベゴビッチらと共にボシュニャク人政党民主行動党を結成。ボスニア紛争下ではスルプスカ共和国政府により、強制収容所に抑留された。紛争終結と共に釈放され、1994年から1999年まではボスニア・ヘルツェゴビナ外務省で外交官として活動、また、外相顧問も務めた。
2001年10月13日、民主行動党の党首職をアリヤ・イゼトベゴビッチから譲られ、ボシュニャク人最大勢力の指導者となった。2002年10月5日にはボスニア連邦から大統領評議会のメンバーに選出され、2004年2月28日から同年10月28日までは、ボスニア・ヘルツェゴビナの国家元首に相当する大統領評議会議長を務めた。
2006年10月1日、ボシュニャク人の大統領評議会議員枠をめぐる選挙がボスニア連邦において実施され、ティヒッチは再選を目指したものの、ボスニア・ヘルツェゴビナ党のハリス・シラジッチに敗北した。同年11月6日を以て、大統領評議会議員職はティヒッチからシラジッチに移った。　　　　　　　　　　　　　　　　　
2014年9月25日、癌のため、62歳で死去。